# Altes Rathaus (Erkelenz)
Das Alte Rathaus auf dem Erkelenzer Markt ist ein Beispiel für die späte Backsteingotik des 16. Jahrhunderts. Der heute restaurierte Bau wurde nach starken Kriegsschäden (1940/1945) bis zum Jahre 1956 wieder aufgebaut. Neben dem Lambertusturm ist er das markanteste Wahrzeichen der Stadt.

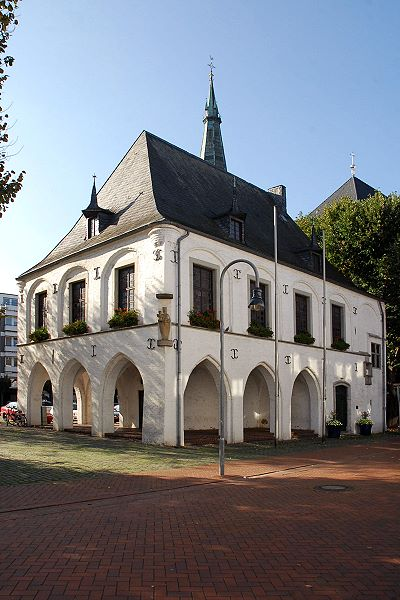
Süd-Ostansicht mit an der Gebäudeecke angebrachter Marienstatue

## Baugeschichte

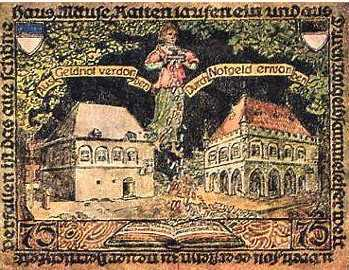
Verfall des Rathauses, Notgeld 1921: „Verfallen ist das alte schöne Haus, Mäuse, Ratten laufen ein und aus...“

### Mittelalter und Neuzeit

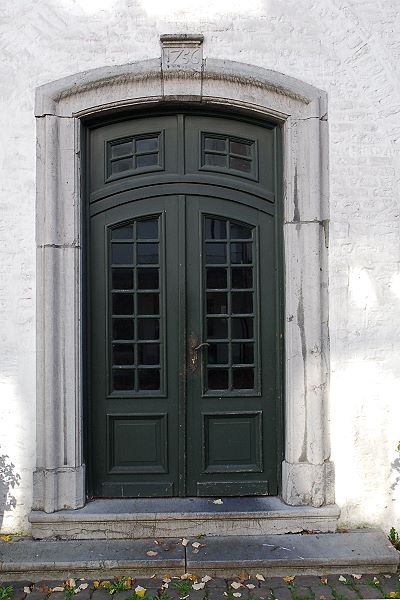
Portal unter dem Jahr des Umbaus 1756

Schon bei der Erhebung zur Stadt 1326 ist in Erkelenz ein „domus fori“ (Markthaus), auch „Gewanthuys“ (Gewandhaus) genannt, urkundlich bezeugt. Es war Ort des Handels insbesondere mit Leinentuchen aus dem Erkelenzer Flachsanbau, der Versammlungen und der Verwaltung. Die Einhaltung von Maßen und Gewichten, die Einnahme von Steuern und die Ausübung städtischer Privilegien wie das Abhalten von Markttagen wurden hier überwacht.
Bei dem großen Stadtbrand am 21. Juni 1540, dem bis auf wenige Häuser die ganze Stadt zum Opfer fiel, wurde das Haus zerstört, ein städtischer Bediensteter Gobell mit Namen und mit ihm alle städtischen Urkunden verbrannten zu Asche. Ein Jahr später beauftragte die Stadt den Steinmetz Jan van Vyrß (Viersen) mit dem Neubau des Rathauses. Der Propst des Marienstifts zu Aachen hat „den Burgern dat Gewanthuys und Stadthuys gefrihet“ (~ geschenkt). Die Ausführung zog sich aber bis in das Jahr 1546 hin. Dieses Jahr der Fertigstellung ist auf einem neben dem Eingang in das Mauerwerk eingelassenen Stein angegeben.
Charakteristische Merkmale des auf eckigen Pfeilern ruhenden spätgotischen Backsteinbaus sind die offenen Arkaden im Erdgeschoss, der darüberliegende Ratssaal und Speicherräume unter dem Dach, die auf die verschiedenen Funktionen des Gebäudes hinweisen. Ursprünglich waren im Erdgeschoss alle zwischen den Pfeilern in der Breite drei und in der Länge fünf gebildeten Spitzbögen geöffnet, so dass es als offene Markthalle diente. Nur im Inneren gab es einen Aufgang zum Obergeschoss, das mit gotischen Kreuzsprossenfenster in Flachbogenblenden ausgestattet war. Den Fuß des hohen schiefergedeckten Walmdaches schmückte ein repräsentativer Zinnenkranz mit vier Ecktürmchen.
Um Raum für die städtische Verwaltung zu schaffen, erfuhr das Gebäude, wie eine steinerne Inschrift über dem Eingang bezeugt, im Jahre 1756 erhebliche Umgestaltungen. So brach man die Zinnen und Ecktürme, deren Auskragungen im Mauerwerk noch heute erkennbar sind, ab und zog das Dach bis an das Gesims vor. Die Kreuzsprossenfenster im Obergeschoss wurden durch einfache Blausteingewände ersetzt und im Erdgeschoss alle Arkaden zugemauert. In den so gewonnenen Räumen richtete man auch eine Polizeiwache und eine Arrestzelle ein, deren kleines vergittertes Fenster rechts des Eingangs zur Straße weist. Man fügte ein Rokoko-Portal an und überdeckte das Mauerwerk im Geschmack der damaligen Zeit mit weißer Tünche.

### 20. und 21. Jahrhundert
Das Alte Rathaus war bis 1907, als die Verwaltung zunächst das ehemalige Klostergebäude der Franziskaner und 1918 schließlich ein neues Rathaus („Bürgermeisteramt“) am Johannismarkt bezog, Sitz der Stadtverwaltung.
Zu dieser Zeit gab es Bestrebungen, das inzwischen verfallene Gebäude zu erhalten. Pläne, die von der Restauration bis zur genauen Rekonstruktion, ergänzt um einen Erweiterungsbau, an anderer Stelle des Marktes reichten. Aber Geldnot, Erster Weltkrieg und Inflation verhinderten das.
Nach dem Ersten Weltkrieg bezog das Hauptquartier der belgischen Besatzungstruppen zeitweilig im Alten Rathaus Quartier. Nach ihrem Abzug 1926 nahm sich der 1920 gegründete „Geschichts- und Altertumsverein“ der Instandsetzung an und richtete 1930 im Obergeschoss das Heimat-Museum für Kreis und Stadt Erkelenz ein. In diesem Jahre erhielt das Gebäude einen neuen Anstrich und ein Jahr später deckte man das Dach neu ein und öffnete bei Renovierungsarbeiten im Inneren die drei Arkaden der Südseite wieder. Im übrigen Erdgeschoss war bis zum Jahre 1939 neben Polizeiwache und Arrestzelle auch ein Obdachlosenasyl untergebracht.
Im Zweiten Weltkrieg trafen fast auf den Tag genau 400 Jahre nach dem großen Stadtbrand in der Nacht vom 19. auf den 20. Juni 1940 englische Brandbomben das Gebäude, wobei der Dachstuhl abbrannte und die Sammlung des Museums, die auf dem Dachboden eingelagert war, vernichtet wurde. Das Gebäude erhielt nun notdürftig ein Flachdach, aber bei dem großen Luftangriff auf die Stadt am 23. Februar 1945 trafen noch einmal Bomben das Rathaus und zerstörten die Südostecke mit seiner Arkade.
Nach dem Krieg diskutierte der Stadtrat 1946 zunächst den völligen Abriss des Alten Rathauses, als aber 1948 rund 30 junge Bürger der Stadt es in freiwilligen Arbeitseinsätzen enttrümmerten, entschloss er sich zum Wiederaufbau, bei dem weitere Arkaden geöffnet wurden und der sich in den Jahren von 1949 bis 1951 sowie in den folgenden Jahren mit dem Innenausbau vollzog. Am 18. Januar 1956 schließlich wurde es offiziell eingeweiht. Trotz der Umbauten sind die Proportionen des Gebäudes, dessen weißgetünchtes Mauerwerk in strengem Kontrast zum schwarzen Dach stehen, harmonisch geblieben. Es wird vielfach als Kleinod der Backsteingotik am Niederrhein bezeichnet.
Heute dient das Alte Rathaus mit seinem großen Saal im Obergeschoss als Sitzungssaal für den Stadtrat sowie zu repräsentativen Zwecken.
Im Jahr 2013 wurde durch die Stadt Erkelenz das Alte Rathaus saniert. Das Dach wurde neu mit Schiefer eingedeckt und zugemauerte Arkaden wurden teilweise wieder geöffnet. In der Längsseite sind nun drei von fünf Arkadenachsen freigelegt. In der Breite ist zwischen offenen und geschlossenen Arkaden die mittlere Arkade nun vollständig verglast, so dass der Besucher heute einen Blick von draußen in das Erdgeschoss des Gebäudes werfen kann.
Das Alte Rathaus ist seit 2008 die zwölfte und letzte Station der „Route gegen das Vergessen“, die in Erkelenz auf die nationalsozialistische Gewaltherrschaft hinweist. Eine Tafel am Gebäude erinnert an Widerstandskämpfer aus dem Erkelenzer Land.

## Kunstwerke

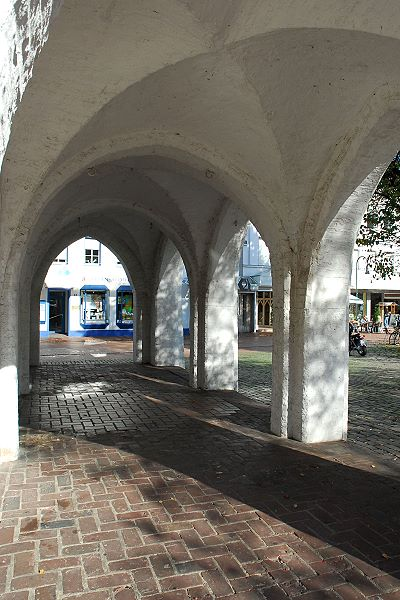
Gewölbe der offenen Markthalle

Im Eingangsbereich ist ein im 18. Jahrhundert in Erkelenz gefundener römischer Weihestein ausgestellt. Er enthält eine Widmung des Centurio Gaius Julius Proculus der Legio XXX Ulpia Victrix an Jupiter. 1801 wurde die Inschrift erstmals von dem Kunstsammler Adolf von Hüpsch in einem Buch beschrieben.
Im Rathaus, der „Guten Stube“ der Stadt, hängen drei Tapisserien mit den Motiven Hochzeit, Falschspieler und Schweineschlachten sowie zwei kleinere, schmälere mit Vogelszenen. Die großen Wandbehänge stammen aus der Manufaktur Jan Seghers, Brüssel, und wurden um 1630 aus Wolle und Flachsgarn gefertigt.
Die Glasmalerei der elf Fenster im Sitzungssaal wurde 1961 von Hermann Gottfried als freie Komposition gestaltet, verwendet wurden Antikglas, Blei und Schwarzlot. Ausgeführt in Grisaille-Tönen mit einfachen Linienornamenten, hier und da durch blaue, grüne und braune Farbtöne durchsetzt. Die Fenster wurden in der Linnicher Glasmalerei Oidtmann hergestellt.
An der Südostecke des Gebäudes steht in ca. 3,50 m Höhe in einer Nische eine Madonna-Statue. Sie ist Ersatz einer früheren Statue und wurde 1958 aufgestellt, geschaffen von dem Erkelenzer Bildhauer Peter Haak. Die Figur steht auf einem Podest und wird von einem Baldachin beschirmt. Die Madonna trägt das Jesuskind auf dem linken Arm und hält mit der rechten Hand eine Lilie. Das Kind hat die rechte Hand in segnender Position – alle Finger der rechten Hand sind aufrecht – und in der linken Hand die Weltkugel. Madonna und Kind sind beide bekrönt. Auf dem Sockel sind die Worte AVE MARIA KAISERIN eingraviert. Die Figur erinnert an die Verbundenheit der Stadt mit dem Marienstift in Aachen, das jahrhundertelang die Grundherrschaft ausübte. Die Lilie findet sich in deren Siegel und Wappen.
Vor dem Rathaus befindet sich das Erkelenzer Glockenspiel.